# Eugene Paul Wigner
Eugene Paul Wigner (maghiară Wigner Pál Jenő; n. 17 noiembrie 1902, Budapesta, Austro-Ungaria – d. 1 ianuarie 1995, Princeton, New Jersey, SUA) a fost un fizician american de origine evreu-maghiar, laureat al Premiului Nobel pentru Fizică în anul 1963.

## Biografie
Eugen Wigner a studiat chimia tehnologică și a obținut gradul de doctor în filozofie la Universitatea Tehnică din Berlin în anul 1925. După un timp de serviciu ca lector la această universitate și la cea din Götingen a plecat în SUA . Cu excepția a doi de lucru (1936-1937) la Universitatea Wisconsin ca profesor de fizică, și-a petrecut viața academică la Universitatea Princeton, unde a fost profesor de fizică matematică din 1937 și până în anul 1971, când s-a pensionat. A devenit cetățean american în anul 1937.

## Creația științifică
La Göttingen a formulat legea conservării parității, care spune că în interacții fundamentale fizice este imposibil de a distinge stânga de dreapta. Această lege a devenit parte integrantă a mecanicii cuantice, dar ulterior Tsung Dao Lee și Chen Ning Yang a demonstrat, că paritatea nu se conservă în interacțiile slabe nucleare, la nivel nuclear. La Princeton Wigner a fost preocupat de forțele nucleare, care leagă neutronii și protonii,  și a arătat, că acestea au o rază finită de acțiune, spre deosebire de forțele electromagnetice și gravitaționale, nu depind de sarcina electrică. Aceeași problemă a fost investigată în URSS de Igor Tamm și Dmitry Ivanenko. 
Ulterior a fost preocupat de aplicarea teoriei simetriilor (Teoriei grupurilor) la explicarea legităților spectrale a nivelelor atomice. În anul 1936 a fost preocupat de absorbția neutronilor, paralel cu Enrico Fermi, ceea ce a condus ulterior la  elaborarea reactorilor nucleari. 
În anul 1939 Wigner, împreună cu Leo Szilard au insistat  pe lângă Albert Einstein, ca acesta să-i scrie președintelui SUA Roosvelt, ca acesta să accelereze programele cercetărilor nucleare, necesare pentru construirea bombei atomice în vederea pericolului german. În anii celui de al doilea război mondial a lucrat în cadrul Laboratorului metalurgic al Universității din Chicago, unde l-a ajutat pe Enrico Fermi să construiască primul reactor nuclear din lume. 
Wigner este cunoscut ca unul dintre specialiștii de vază din mecanica cuantică, teoria reacțiilor chimice și a structurii nucleului, spectroscopie atomo-nucleară.

## Publicații principale
- Gruppentheorie und Ihre Anwendung auf die Quantenmechanik der Atomspektren (1931); (versiune în limba engleză: Group Theory and its Application to the Quantum Mechanics of Atomic Spectra)- o carte devenită clasică pentru cercetătorii din mecanica cuantică, teoria și experiența spectrelor atomice.
- Symmetries and Reflections (1967)

## Motivația Comitetului Nobel
Pentru contribuțiile în teoria nucleului atomic și particulelor elementare, în particular prin descoperirea și aplicarea principiilor de simetrie fundamentală

## Contribuții
- în domeniile fizicii nucleare;
- spectroscopiei;
- fizicii particulelor elementare prin dezvoltarea și extinderea metodelor mecanicii cuantice.

## Despre
- Enciclopedia Sovietică Moldovenească, vol. 2, 1971, p.35
- A dictionary of Scientists, Oxford University Press, 1999, p. 560
- Enciclopedia Universală Britannica, Ed. Litera, București-Chișinău, vol. 16, p. 242